# Cole Skuse
Cole Skuse (ur. 29 marca 1986 w Bristol) – angielski piłkarz występujący na pozycji pomocnika w Ipswich Town.

## Statystyki kariery
| Sezon   | Klub         | Kraj   | Rozgrywki    | Mecze | Bramki |
| ------- | ------------ | ------ | ------------ | ----- | ------ |
| 2004/05 | Bristol City | Anglia | League One   | 7     | 0      |
| 2005/06 | Bristol City | Anglia | League One   | 38    | 2      |
| 2006/07 | Bristol City | Anglia | League One   | 42    | 0      |
| 2007/08 | Bristol City | Anglia | Championship | 25    | 0      |
| 2008/09 | Bristol City | Anglia | Championship | 33    | 2      |
| 2009/10 | Bristol City | Anglia | Championship | 43    | 2      |
| 2010/11 | Bristol City | Anglia | Championship | 30    | 1      |
| 2011/12 | Bristol City | Anglia | Championship | 36    | 2      |
| 2012/13 | Bristol City | Anglia | Championship | 25    | 0      |
| 2013/14 | Ipswich Town | Anglia | Championship | 43    | 0      |
| 2014/15 | Ipswich Town | Anglia | Championship | 40    | 1      |
| 2015/16 | Ipswich Town | Anglia | Championship | 24    | 0      |